# ماتيو دريفوس
ماتيو دريفوس (بالفرنسية: Mathieu Dreyfus)‏ هو صناعي فرنسي، ولد في 1857 في ميلوز في فرنسا، وتوفي في 24 أكتوبر 1930.